# Monticello, Mississippi
Monticello là một thành phố thuộc quận Lawrence, tiểu bang Mississippi, Hoa Kỳ. Năm 2010, dân số của thành phố này là 1 571 người.

## Dân số
- Dân số năm 2000: 1 737 người.
- Dân số năm 2010: 1 571 người.